# Un petit Indien
Pour plus de détails, voir Fiche technique et Distribution.
Un petit Indien (One Little Indian) est un film américain réalisé par Bernard McEveety sorti en 1973.

## Synopsis
Dans l'ouest américain, Client Keys, déserteur de l'armée américaine et condamné à mort au prétexte fallacieux de mutinerie, tente de rejoindre le Mexique à dos de dromadaire. Mark, un jeune garçon blanc élevé par des indiens, lui-même en fuite, croise sa route. Va naître entre ces deux individus malmenés par la vie, au détour de rencontres et autres périples, une profonde amitié empreinte de solidarité…

## Fiche technique
- Titre : Un petit Indien
- Titre original : One Little Indian
- Réalisation : Bernard McEveety assisté de Ted Schilz
- Scénario : Harry Spalding
- Photographie : Charles F. Wheeler
- Montage : Robert Stafford
- Direction artistique : John B. Mansbridge, Leroy G. Deane
- Animation du générique : Jack Boyd et John L. Jensen
- Décors : Hal Gausman
- Costumes : Chuck Keehne, Emily Sundby
- Maquillage : Robert J. Schiffer
- Cascade : William H. Burton (superviseur)
- Technicien du son : Herb Taylor (superviseur), George Ronconi (mixeur)
- Musique : Jerry Goldsmith
  - Orchestration : Arthur Morton
  - Montage : Evelyn Kennedy
- Producteur : Winston Hibler, Tom Leetch (associé), John D. Bloss (non crédité)
- Société de production : Walt Disney Productions
- Distribution : Buena Vista Distribution
- Langue : anglais
- Durée : 90 minutes
- Dates de sortie : États-Unis : 20 juin 1973

Sauf mention contraire, les informations proviennent des sources suivantes : Leonard Maltin, Mark Arnold, IMDb

## Distribution
- James Garner (VF : André Valmy) : Keyes
- Vera Miles (VF : Paule Emanuele) : Doris
- Pat Hingle (VF : Jean Michaud) : Capt. Stewart
- Morgan Woodward (VF : Henry Djanik) : Sgt. Raines
- John Doucette (VF : Jean Violette) : Sgt. Waller
- Clay O'Brien : Mark
- Robert Pine (VF : Gérard Dessalles) : Lt. Cummins
- Bruce Glover (VF : Marc de Georgi) : Schrader
- Ken Swofford : Pvt. Dixon
- Jay Silverheels (VF : Georges Atlas) : Jimmy Wolf (Jimmy Le Loup en VF)
- Andrew Prine (VF : Jean Lagache) : Chaplain (Kaplan en VF)
- Jodie Foster (VF : Séverine Morisot) : Martha
- Walter Brooke (VF : René Bériard) : le docteur
- Rudy Diaz : The Apache
- John C. Flinn III (VF : Jacques Marin) : le Cowboy (as John Flinn)
- Lois Red Elk : Blue Feather
- Terry Wilson (VF : Gérald Castrix) : le conducteur du chariot
- Paul Sorensen (en) : le garde
- Read Morgan (en) : Reb
- Richard Hale : le vieil indien
- Jim Davis (VF : Henri Poirier) : le chef du convoyage de bétail
- Hal Baylor : Branigan

Source : Leonard Maltin, Dave Smith, Mark Arnold et IMDb

## Sorties cinéma
Sauf mention contraire, les informations suivantes sont issues de l'Internet Movie Database.
- États-Unis : 20 juin 1973
- Royaume-Uni : 21 janvier 1974
- France : 13 février 1974
- Finlande : 25 juillet 1975
- Uruguay : 8 décembre 1976 (Montevideo)
- Hongrie : 25 décembre 1980

## Origine et production
En 1973, James Garner signe avec le studio Disney pour deux films mais Un petit Indien et Un cowboy à Hawaï (The Castaway Cowboy, 1974) ne rencontrent pas le succès attendu. Comme il l'explique dans son autobiographie publiée en 2011, il avait décidé de faire une pause dans sa carrière d'acteur [au début des années 1970] mais il avoue que c'était une erreur car plus aucun producteur ne l'appeler et il s'est forcé à accepter ces deux rôles. Le studio Disney était content mais les capacités de l'acteur sont sous-utilisées et après un an, il a retrouvé un rôle dans la série télévisée à succès 200 dollars plus les frais.
Le jeune Clay O'Brien âgé de 11 ans s'est présenté à l'audition en habit d'Indien et une perruque noir pour cacher ses cheveux blonds. L'actrice Jodie Foster participe à nouveau à une production Disney avant de revenir pour Un vendredi dingue, dingue, dingue (1976) et La Course au trésor (1978). Elle explique dans le commentaire audio du DVD d'Un vendredi dingue, dingue, dingue qu'elle s'est fait une entorse à la cheville juste avant le tournage qui a dû être repoussé et elle a craint d'être renvoyée pour cela.
Le tournage a eu lieu à Kanab dans l'Utah en raison de sa proximité avec les parcs nationaux de Grand Canyon, Kaibab Forest, Bryce Canyon et Zion et le lac Powell. Le tournage a été régulièrement retardé et prolongé en raison d'accidents et incidents de tout genre. Dave Smith cite un éclair foudroya l'avion emmenant l'équipe à Kanab, des inondations, l'incendie du camion d'accessoires pour le tournage, la blessure de Jodie Foster et celles des cascadeurs.

## Sortie et accueil
Le film a été diffusé dans l'émission The Wonderful World of Disney en deux épisodes le 26 septembre et le 3 octobre 1976 sur NBC,.
Le film a été édité en vidéo en 1986.

## Analyse
Pour Mark Arnold, le film ne fait pas partie des meilleurs films en raison de son histoire un peu simplette malgré une bonne prestation de James Garner.